# Eugène Cantiran de Boirie
Jean-Bernard-Eugène Cantiran de Boirie (* 22. Oktober 1785 in Paris; † 14. Dezember 1857 daselbst) war ein französischer Melodramatiker.

## Leben
Boirie war der Sohn eines premier commis (erster Angestellter) in der Pariser Verwaltung, der zur Zeit der Revolution den Rest seines Vermögens in den Erwerb des Théâtre des Jeunes-Artistes gesteckt hatte. Sein Sohn, dessen Ausbildung vernachlässigt wurde, der aber mit einer brillanten Vorstellungskraft ausgestattet war, fühlte sich für die dramatische Kunst berufen und führte mit zwanzig Jahren sein erstes Stück auf. Da er unfähig war, seine Dramen, die er gut konzipiert und mit einem perfekten Verständnis der Szene kombiniert hatte, selbst niederzuschreiben, kam er nicht ohne Kollaborateure aus. Unter den siebzehn Autoren, die mit ihm zusammenarbeiten wollten, haben mehrere große Erfolge am Theater erzielt.
Durch den Tod seines Vaters wurde er Besitzer des Théâtre des Jeunes-Artistes, sah sich aber durch ein kaiserliches Dekret, das zahlreiche Theater schloss, seiner Bühne beraubt. Er arbeitete danach vier Jahre als Regisseur am Théâtre de l’Impératrice, verlor die Tätigkeit aber bei der Restauration, was ihn aber nicht daran hinderte, ein glühender Royalist zu bleiben.
Im Jahr 1822 wurde er Regisseur am Théâtre de la Porte Saint-Martin, bis Jean-Toussaint Merle, der ihn an diesen Ort gerufen hatte, die Leitung dieses Hauses aufgab. Boirie, der infolge von abus des plaisirs von schweren Krankheiten befallen wurde, lebte seitdem im Ruhestand, bevor er 30 Jahre später nach langen Leiden in einem Pflegeheim im Pariser Faubourg Saint-Marcel starb.

## Uraufführungen
- 6. April 1805: Storb et Verner, ou les Suites d’un duel, Drama in 3 Akten, mit P.G.A. Bonel, am Théâtre de la Porte Saint-Martin
- 1. September 1808: La Bataille de Pultawa, Melodram in 3 Akten, mit Frédéric Dupetit-Méré, am Théâtre de l’Ambigu-Comique
- 18. November 1815: La Marquise de Gange, ou les Trois Frères, Melodram in 3 Akten, mit Léopold Chandezon, im Théâtre de la Gaîté
- Dezember 1815: Jean sans peur, duc de Bourgogne, ou le Pont de Montereau, Melodram in 3 Akten, mit Léopold Chandezon, im Théâtre de la Porte Saint-Martin
- 2. Juni 1818: Le Bourgmestre de Saardam, ou Les deux Pierre, Heldenkomödie in 3 Akten, mit Mélesville und Jean-Toussaint Merle, am Théâtre de la Porte Saint-Martin; auf der Basis der Stückes entstanden die Opern Il borgomastro di Saardam von Gaetano Donizetti und Zar und Zimmermann von Albert Lortzing
- 14. April 1819: Le Banc de sable, ou les Naufragés français, Melodram in 3 Akten, mit Frédéric Dupetit-Méré und Jean-Toussaint Merle, am Théâtre de la Porte Saint-Martin
- 6. Dezember 1821: Chacun son numéro, ou le Petit homme gris, Vaudeville-Komödie in einem Akt, mit Pierre Carmouche und Théodore Baudouin d’Aubigny, am Théâtre de la Porte Saint-Martin
- 12. März 1822: Le Courrier de Naples, Historienmelodram in 3 Akten, mit Théodore Baudouin d’Aubigny und Alphonse Poujol, Musik von Alexandre Piccinni und Marty, am Théâtre du Panorama-Dramatique
- 23. März 1822: Le Château de Kenilworth, Melodram in 3 Akten nach Walter Scott, mit Henri Lemaire, am Théâtre de la Porte Saint-Martin
- 3, Oktober 1822: Les Deux Forçats, ou la Meunière du Puy-de-Dôme, Melodram in 3 Akten, mit Pierre Carmouche et Alphonse Poujol, am Théâtre de la Porte Saint-Martin
- 15. Dezember 1823: Les Invalides, ou Cent ans de gloire, Militärtableau in 2 Akten zur Feier der Rückkehr des Herzogs von Angoulême, mit Jean-Toussaint Merle, Henri Simon und Ferdinand Laloue, Musik von Alexandre Piccinni, am Théâtre de la Porte Saint-Martin
- 10. Juni 1824: Le Commissionnaire, Melodram in 3 Akten, mit Ferdinand Laloue und Constant Ménissier, am Théâtre de la Porte Saint-Martin
- 14. Februar 1826: L’Oncle et le neveu, ou les Noms supposés, Vaudeville-Komödie in einem Akt, mit Pierre Tournemine, am Théâtre de la Porte Saint-Martin